# أبو عبد الله بن صناديد
أبو عبد الله بن صناديد قائد أندلسي شهير ظهر ذكره في عهد دولة الموحدين وهو صاحب خطة معركة الأرك الشهيرة التي وقعت بالاندلس بين جيوش الموحدين والأندلسيين مقابل جيوش التحالف المسيحي الذي يقوده ألفونسو الثامن ملك قشتالة، وانتهت بانتصار ساحق للمسلمين على التحالف المسيحي.

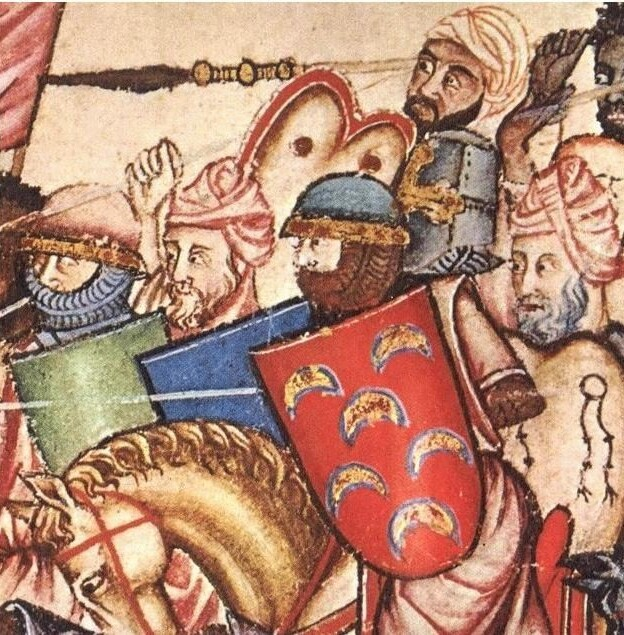
منمنمة تصور الجيش الموحدي

## نبذه
لم يعرف الكثير عن تاريخ وحياة القائد الاندلسي أبو عبد الله بن صناديد، إلا ان الكتب التي تناولت التاريخ الإسلامي أو الاندلسي ذكرت أن القائد أبو عبد الله بن صناديد كان صاحب خطة معركة الارك الشهيرة وكان ابن صناديد قائدا للجيش الاندلسي بتلك الفترة .

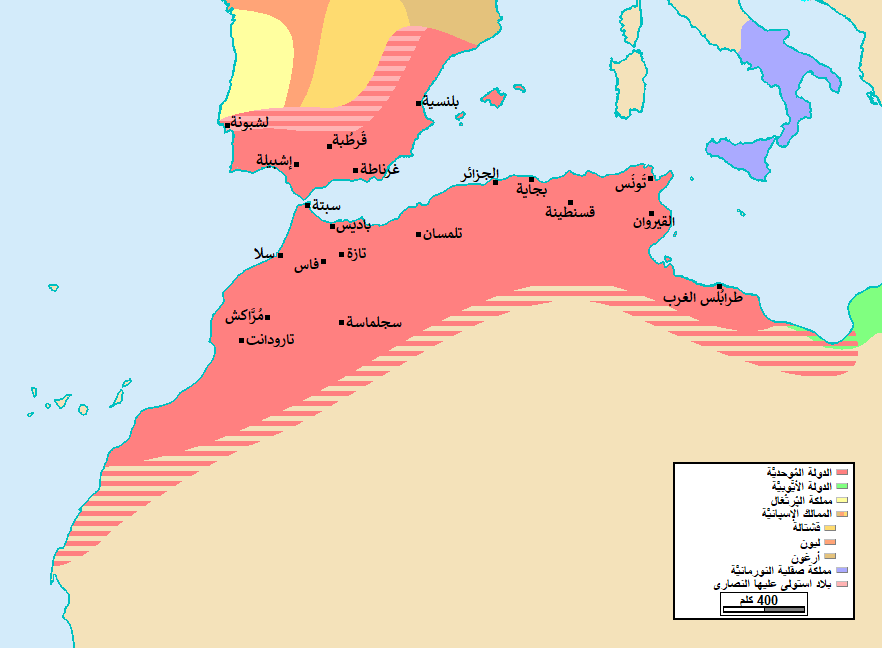
خريطة توضح حدود الدولة الموحدية

## ابن صناديدومعركة الأرك
لقد خاض الجيش الموحدي المعركة وفق خطة أبو عبد الله بن صناديد ووافق عليها السلطان الموحدي أبو يوسف يعقوب بن يوسف المنصور لأن الأندلسيين كانوا أكثر خبرة بمحاربة الإسبان . 
اضطر السلطان المنصور للمسير إلى الأرك لقتال القشتاليين وحلفائهم الذي حشدهم بابا روما معه ودعى لحرب صليبية ضد المسلمين بالاندلس، ويبدو أن المنصور أراد المسير إلى طليطلة نفسها، وما منعه من ذلك إلا كون ألفونسوا الثامن قد عجل بالمسير نحوه. ثم حشد المنصور جيوشه بين قرطبة وقلعة رباح ، وضرب معسكره في يوم الخميس الثالث من شعبان سنة 591 هـ / يوليو سنة 1195 م، وعقد مجلسا من القادة والأشياخ لبحث الخطط الحربية، وأثناء الاجتماع قام القائد الأندلسي أبو عبد الله بن صناديد باقتراح خطة لتنظيم الجيش الإسلامي وهي :
- تعيين قائد عام للجيوش الموحدية لمنع الفوضى التي عانى منها الموحدون قبل ذلك في بعض الغزوات السابقة، ومنها غزوة شنترين .
- تعيين قائد أندلسي على الجيوش الأندلسية، لعدم رضا الأندلسيين عن تعيين قائد غير اندلسي عليهم .
- أن تبدأ المعركة بقتال العرب ( عرب المغرب بنو هلال وبنو سليم وغيرهم ) والأندلسيين ومصمودة ، في حين يبقى المتطوعة في مؤخرة الجيش لعدم براعتهم لفنون القتال .
- أن يبقى السلطان المنصور ومعه الحرس الخاص وراء أحد التلال القريبة من المعركة حتى إذا ما تم إرهاق القوات الصليبية يقوم المنصور بالهجوم .

وبالفعل لاقت تلك الخطة ترحيبا وموافقة من السلطان، فقام بتقديم الشيخ أبو يحيى ابن أبي محمد ابن أبي حفص وولاه القيادة العامة للجيش، بينما قدم أبو عبد الله بن صناديد على جيش الأندلس .
أما ألفونسو الثامن فقد استطاع أن يحشد حشودًا ضخمة، وانضم إليه فرسان الداوية، وفرسان قلعة رباح؛ حتى إنه استطاع أن يحشد أكثر من مائة ألف مقاتل بدعم ومباركة من البابا ، والرواية العربية تقدر أن جيشه كان ثلاثمائة ألف .
وفي ضحى يوم التاسع من شعبان عام 591 هـ / 18 يوليو سنة 1194 م، نشبت معركة الأرك .
وكان المنصور قد رتب جيشه كالآتي:
- الميمنة جند الأندلس .
- القلب الجند الموحدي .
- الميسرة الجند العربي .

أما القشتاليون وحلفائهم فقد حمتهم قلعة الأرك والتلال التي حولهم من كل جانب، وكان الجيش القشتالي يحتل موقعًا عاليا، وكانت هذه ميزة له في بدء القتال .
بالبداية تقدمت قوات الموحدين نحو سفح التل الذي عليه ملك قشتالة، فتصدى لهم حوالي ثمانية آلاف فارس كلهم قد احتجب بالحديد، وانقلب الدفاع القشتالي إلى هجوم جارف على قلب الجيش الإسلامي، واستطاع المسلمين أن يردوا هجمات القشتاليين مرتين، وفي الهجوم الثالث قام ألفونسو الثامن بتعزيز قواته المهاجمة بتعزيزات ضخمة استطاعوا بها النفاذ في صفوف الموحدين، وقتلوا كثيرا منهم وعلى رأسهم القائد العام للجيوش الموحدية أبو يحيى الذي قتل بالمعركة بعد قتال وبطولة منه، وفر العديد من المسلمين .
كانت الصدمة عنيفة على المسلمين بعد مقتل قائدهم أبو يحيى، وكان في مقتلة أثر بالغ، حيث انطلق القائد أبو عبد الله ابن صناديد الأندلسي، وقاد ميمنة الجيش وكان اغلبه من الاندلسيين وقبائل العرب وبعض زناتة واصطدم بمقدمة الصليبين بشدة، ثم أمر القبائل العربية والمتطوعين بالالتفاف حول جيش الصليبيين ومهاجمة معسكرهم من الخلف، فأحاطوا بالصليبين من كل مكان، ودارت رحى الحرب الطاحنة وكثر القتل في مقدمة الصليبيين التي اضطربت بالهجمة الأولى .

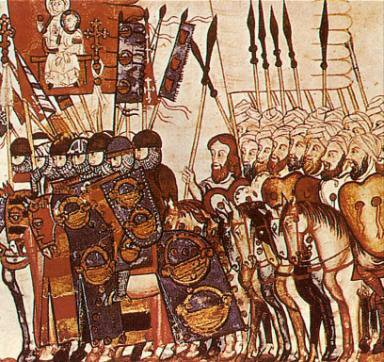
الجيش القشتالي يفُرُّ من أمام الجيش الإسلامي في معركة الأرك.

قام ألفونسو الثامن بحمل هجمة ثانية لإنقاذ مقدمة جيشه التي طحنها المسلمون، وركز هجومه على ميسرة الجيش الإسلامي التي تقهقرت بالفعل، فلما رأى السلطان المنصور ذلك نهض بنفسه وخرج من معسكره وتقدم منفردا وهو يحث الجند على الثبات والجهاد، وكان لذالك وقعه في نفوس الجنود فزادهم عزما وحماسه واندفع الجيش بكامله على صفوف الصليبيين الذين لم يتحملوا الهجوم الشامل، وحاول ألفونسو عبثا أن يثبت جيشه بعد سقوط كبار قادته وفرسانه قتلى إلا انه فشل، حتى هرب ألفونسو تحت جنح الظلام إلى عاصمتة طليطلة ، وأما بقية فلول جيش الفونسو فقد توجهوا لحصن الأرك بقيادة دون ريجولويث دي بسكاية، وكان عددهم حوالي خمسة آلاف رجل، فقام السلطان المنصور بحصارهم اعتقادًا منه أن ألفونسو قد اعتصم به، وفي النهاية تم تسليم الحصن للسلطان، وتم تحرير آلاف المسلمين من الأسر .

## الأندلس من الفتح إلى السقوط لراغب السرجاني
- الموسوعة العربية[وصلة مكسورة]
- ساسه
- ملتقى الخطباء
- اسم الوصلة